# Florence Woerth
Florence Woerth, nascida Florence Henry a 16 de agosto de 1956, é uma analista financeira francesa, especializada em gestão de património, primeiro na Rothschild e depois na Clymène, e uma das protagonistas do caso Woerth-Bettencourt. É também esposa do político Éric Woerth. Em junho de 2010, tornou-se membro do conselho fiscal da Hermès (durante três anos).

## Família
Florence Woerth é filha de François Henry, um cirurgião reformado que vive em Loiret. É esposa de Éric Woerth, com quem tem dois filhos.
Formou-se na HEC Paris (1981).

## Atividades profissionais
Desde 1981, Florence Woerth trabalha como analista financeira e depois passou gradualmente para o cargo de gestora de carteiras. Trabalhou primeiro na Nouhailetas (corretora de valores) e depois como gestora durante quatro anos na corretora de valores Ferri & Ferri Germe.
Tornou-se gestora de património no Banque Palatine e, em 1997, no banco privado Rothschild & Cie Gestion. Em 2002, assumiu o cargo de gestor responsável pelo desenvolvimento dos principais clientes do banco e pelas comunicações de gestão privada.
Em novembro de 2007, foi contratada por Patrice de Maistre, o gestor da fortuna de Liliane Bettencourt. Tornou-se diretora de investimentos da Clymène, a holding financeira da bilionária Liliane Bettencourt. A 21 de junho de 2010, após os escândalos do caso Woerth-Bettencourt, o seu marido, Éric Woerth, anunciou a sua iminente demissão do seu cargo na Clymène.
Florence Woerth juntou-se ao conselho de supervisão da casa de luxo Hermès em junho de 2010.

## Outras atividades
Florence Woerth é membro da Associação de Gestores de Património Privado (AGPP) e da Sociedade Francesa de Analistas Financeiros.
É diretora dos Amigos do Museu do Castelo de Chantilly, diretora da Fundação Condé e diretora da Associação Jean Bernard (uma associação para as doenças do sangue).
Desde 2008, Florence Woerth é também uma das fundadoras e presidente da Écurie Dam’s, uma sociedade anónima simplificada detida exclusivamente por mulheres e cujo objetivo é adquirir e correr cavalos puro-sangue.